# Sophie Dannenberg
Sophie Dannenberg, eigentlich Annegret Kunkel (* 1971 in Gießen) ist eine deutsche Schriftstellerin.

## Leben
Dannenberg studierte Publizistik und Filmwissenschaft in Berlin. Dort legte sie die Magisterprüfung mit einer Arbeit über Gedächtnismetaphern ab. Sie arbeitete als Rundfunkreporterin für die ARD, als Dozentin an der Bauhaus-Universität Weimar und als freie Publizistin unter anderem für den Tagesspiegel, die Frankfurter Allgemeine Sonntagszeitung und den Cicero. Sie lebt in Berlin. Ihren Künstlernamen hat sie in Anspielung auf den Landkreis Lüchow-Dannenberg gewählt, weil ihr erster Roman unter anderem in der dortigen Anti-Atomkraft-Bewegung und Selbstversorgerszene spielt.
2004 erschien ihr Erstlingswerk, der Roman Das bleiche Herz der Revolution, in dem sie sich kritisch mit der 68er-Bewegung auseinandersetzt. Sie erzählt „ein böses Märchen über das deutsche bürgerliche 20. Jahrhundert, über die Verführungskraft der totalitären politischen Religionen, über den Schreckens- und Erlösungsort der Familie, über den Verlust des Glaubens und über die Kunst“. Das Buch ist in der deutschen Literatur eine erste kritische Auseinandersetzung mit den 68ern aus Sicht ihrer Kinder. Unabhängig von der Frage, ob seine Aussage objektiv Bestand hat, fand das Buch große Aufmerksamkeit und war vielfach Gegenstand in den einschlägigen Feuilleton-Rubriken und Fernsehsendungen.
Ihr zweiter Roman Teufelsberg erschien 2012. Er beschäftigt sich mit der philosophischen Frage nach dem Wesen der Realität und thematisiert dabei die Missstände in der Psychiatrie, unter anderem die Unsicherheit psychiatrischer Diagnosen und die Qualität der medizinischen Behandlung. „Die schlechtesten Studenten werden Psychiater“, sagte die Autorin in einem Interview mit Henryk M. Broder für die Zeitung Die Welt.
Herbert A. Gornik bezeichnete im Deutschlandradio Kultur den Roman als „Doku-Soap aus einer fiktiven psychiatrischen Klinik auf einem Berliner Trümmerberg, die dem Untergang geweiht ist. Ein schriller, aufregender und tieftrauriger Roman – aber einer, den man unbedingt bis zum Ende lesen muss wie einen Thriller, dessen Auflösung erst die Schlusspointe liefert.“
Sophie Dannenberg veröffentlichte zwischen Januar 2014 und Oktober 2015 bei der Achse des Guten und bei eigentümlich frei den Artikel „Kinder als Rentenfutter: Zu Besuch in der Zombiewerkstatt“.

## Werke
- Das bleiche Herz der Revolution. Deutsche Verlagsanstalt, München 2004.
- Teufelsberg. Quadriga, Berlin 2012.